# Requiem for Billy the Kid
Pour l’article homonyme, voir Requiem for Billy the Kid (album).
Pour plus de détails, voir Fiche technique et Distribution.
Requiem for Billy the Kid est un documentaire français d'Anne Feinsilber, sorti en 2007. Il est présenté hors compétition lors du Festival de Cannes 2006.

## Synopsis

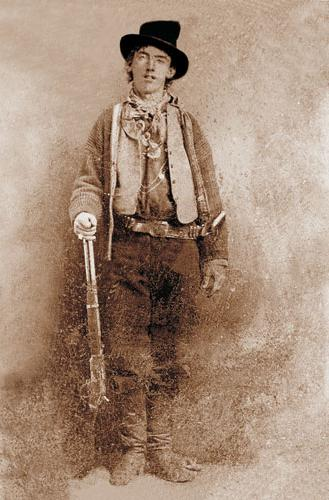
L'unique photo connue de Billy the Kid datant probablement de 1880.

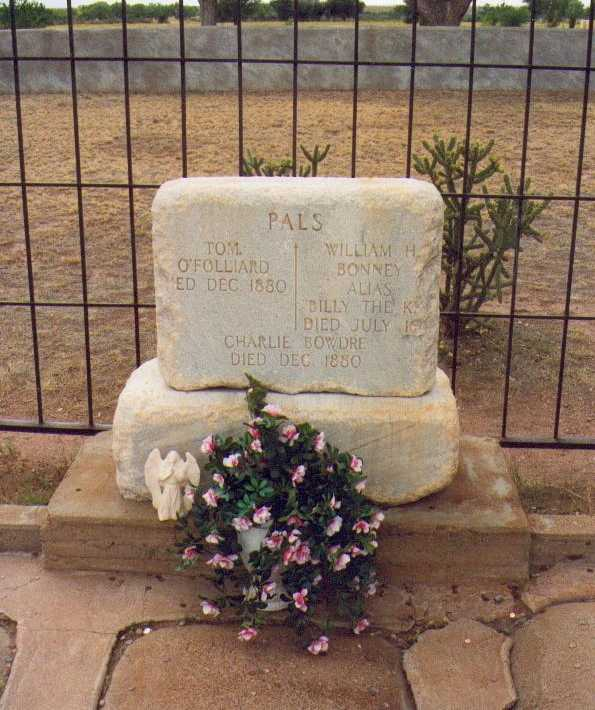
La tombe de Billy the Kid à Fort Sumner.

Ce film documentaire est inspiré de la vie et de l'histoire de Billy the Kid et de son ami Pat Garrett entre les années 1875 et 1881. Il retrace les différentes étapes de la vie ce marginal et hors-la-loi du Nouveau-Mexique, sur un ton poétique (notamment en faisant de nombreuses références à Arthur Rimbaud) et romanesque, exposant également la théorie de la non-mort de Billy the Kid en 1881, et de son changement d'identité dans les années qui suivirent.

## Fiche technique
- Réalisation : Anne Feinsilber
- Scénario : Jean-Christophe Cavallin et Anne Feinsilber
- Dialogue : Jean-Christophe Cavallin et Anne Feinsilber
- Photographie : Patrick Ghiringhelli
- Production : Carine Leblanc et Jean-Jacques Beineix
- Son : Patrick Mauroy
- Montage : Pauline Gaillard
- Musique : Claire Diterzi
- Société de distribution : MK2
- Langue : anglais, français
- Date de sortie :  France :
  - mai 2006 (Festival de Cannes)
  - 10 janvier 2007 (généralisée)

## Distribution
- Anne Feinsilber : récitante
- Arthur H : Billy the Kid
- Les actuels shérifs et habitants du comté de Lincoln et Fort Sumner au Nouveau-Mexique.